# Resolución 1437 del Consejo de Seguridad de las Naciones Unidas
La resolución 1437 del Consejo de Seguridad de las Naciones Unidas, adoptada por unanimidad el 11 de octubre de 2002, tras recordar resoluciones anteriores sobre Croacia, incluidas las resoluciones 779 (1992), 981 (1995), 1088 (1996), 1147 (1998), 1183 (1998), 1222 (1999), 1252 (1999), 1285 (2000), 1307 (2000), 1357 (2001), 1362 (2001), 1387 (2002) y 1424 (2002), autorizó a la Misión de Observadores de las Naciones Unidas en Prevlaka (MONUP) a seguir supervisando la desmilitarización en la zona de la península de Prevlaka en Croacia durante dos meses finales, hasta el 15 de diciembre de 2002.
El Consejo de Seguridad acogió con satisfacción la situación tranquila y estable en la península de Prevlaka. Observó que la presencia de la MONUP contribuía en gran medida a mantener condiciones propicias para la solución de la controversia y acogió con satisfacción que Croacia y la República Federativa de Yugoslavia (Serbia y Montenegro) estuvieran avanzando en la normalización de sus relaciones.
Al prorrogar por última vez el mandato de la MONUP, se pidió al Secretario General Kofi Annan que hiciera preparativos para su terminación, incluida una reducción de su tamaño y un ajuste de sus actividades. Reiteró los llamamientos a ambas partes para que cesen las violaciones del régimen de desmilitarización, cooperen con los observadores de las Naciones Unidas y garanticen plena libertad de movimiento a los observadores. Se pidió al Secretario General Kofi Annan que informara al Consejo sobre la finalización del mandato de la MONUP, que se acortaría a petición de las partes.
Por último, se instó a ambas partes a intensificar los esfuerzos para lograr una solución negociada de la disputa de Prevlaka de conformidad con su Acuerdo de Normalización de Relaciones de 1996.